# Landesliga Schleswig-Holstein 1948/49
Die Landesliga Schleswig-Holstein wurde zur Saison 1948/49 das zweite Mal ausgetragen und bildete bis zur Saison 1962/63 den Unterbau der erstklassigen Oberliga Nord. Nachdem die Landesliga im Jahr zuvor noch in drei Staffeln ausgetragen wurde, startete sie in dieser Saison eingleisig mit zwölf Mannschaften. Der Meister hatte das Recht, gemeinsam mit fünf anderen norddeutschen Vereinen an der Aufstiegsrunde zur Oberliga Nord teilzunehmen. Die beiden Vereine auf den letzten Plätzen mussten den Gang in die drittklassige Bezirksliga antreten.

## Saisonverlauf
Bereits in der Abschlusstabelle der Hinrunde zeichnete sich ab, dass der Kampf um den Aufstieg zwischen dem Itzehoer SV und Eutin 08 entschieden wird. Am 16. von 22 Spieltagen schienen zunächst die Ostholsteiner das Rennen für sich entscheiden zu können: Während Eutin 08 einen 9:1-Kantersieg über den TSV Brunsbüttelkoog landete, musste sich der ISV dem abstiegsgefährdeten PSV Kiel geschlagen geben. Doch bereits einen Spieltag später patzten die Eutiner wieder und gaben damit den ersten Platz aus der Hand. Am 21. Spieltag trafen die beiden Aufstiegsfavoriten noch einmal aufeinander und trennten sich dabei 1:1. Hätten die Eutiner dieses Spiel für sich entschieden, wären beide Vereine am letzten Spieltag punktgleich gewesen; so allerdings war der ISV am letzten Spieltag bereits so gut wie sicher für die Aufstiegsrunde qualifiziert.
Während der TSV Brunsbüttelkoog am letzten Spieltag praktisch abgestiegen war, entschied sich das Rennen um den Klassenerhalt zwischen dem VfL Flensburg und Flensburg 08. Trotz eines Sieges über den Vizemeister Eutin 08 musste am Ende der VfL Flensburg absteigen.
Zudem entschied sich der Vorstand des Schleswig-Holsteinischen Fußballverbandes am Ende der Saison dazu, Vertragsspieler in der Landesliga nicht zuzulassen.

### Tabelle
| Pl. | Verein                  | Sp. | S  | U | N  | Tore    | Quote | Punkte |
| --- | ----------------------- | --- | -- | - | -- | ------- | ----- | ------ |
| 1.  | Itzehoer SV (W)         | 22  | 15 | 4 | 3  | 053:190 | 2,79  | 34:10  |
| 2.  | Eutin 08 (O)            | 22  | 14 | 2 | 6  | 062:310 | 2,00  | 30:14  |
| 3.  | FC Kilia Kiel (O)       | 22  | 10 | 4 | 8  | 034:330 | 1,03  | 24:20  |
| 4.  | LBV Phönix (O)          | 22  | 11 | 1 | 10 | 062:470 | 1,32  | 23:21  |
| 5.  | FC Union Neumünster (W) | 22  | 11 | 1 | 10 | 045:430 | 1,05  | 23:21  |
| 6.  | Eckernförder SV (N)     | 22  | 9  | 4 | 9  | 042:410 | 1,02  | 22:22  |
| 7.  | Polizei SV Kiel (O)     | 22  | 9  | 2 | 11 | 044:520 | 0,85  | 20:24  |
| 8.  | Fortuna Glückstadt (W)  | 22  | 6  | 7 | 9  | 033:450 | 0,73  | 19:25  |
| 9.  | Flensburg 08 (N)        | 22  | 8  | 3 | 11 | 037:530 | 0,70  | 19:25  |
| 10. | Husumer FV 1918 (N)     | 22  | 7  | 4 | 11 | 037:420 | 0,88  | 18:26  |
| 11. | VfL Flensburg (N)       | 22  | 7  | 3 | 12 | 039:550 | 0,71  | 17:27  |
| 12. | TSV Brunsbüttelkoog (W) | 22  | 6  | 3 | 13 | 033:600 | 0,55  | 15:29  |

| (N) | Qualifiziert über die Landesliga Schleswig-Holstein Nord 1947/48 |
| (O) | Qualifiziert über die Landesliga Schleswig-Holstein Ost 1947/48  |
| (W) | Qualifiziert über die Landesliga Schleswig-Holstein West 1947/48 |

## Aufstiegsrunde zur Landesliga
In der Aufstiegsrunde zur Landesliga trafen die vier Bezirksligameister aufeinander. Am Ende konnten der Heider SV und Gut-Heil Neumünster das Rennen für sich entscheiden. Ein Entscheidungsspiel zwischen der Punktgleichen TuS Segeberg und Gut-Heil Neumünster konnten letztere am 24. Juli 1949 mit 4:1 für sich entscheiden.
| Pl. | Verein               | Sp. | S | U | N | Tore    | Punkte |
| --- | -------------------- | --- | - | - | - | ------- | ------ |
| 1.  | Heider SV            | 6   | 6 | 0 | 0 | 023:300 | 12:0   |
| 2.  | Gut-Heil Neumünster  | 6   | 2 | 1 | 3 | 011:150 | 05:70  |
| 3.  | TuS Segeberg         | 6   | 2 | 1 | 3 | 011:140 | 05:70  |
| 4.  | TSV Rot-Weiß Niebüll | 6   | 1 | 0 | 5 | 011:240 | 02:10  |